# Snowboarden op de Olympische Winterspelen 2018
Snowboarden is een van de sporten die beoefend werden tijdens de Olympische Winterspelen 2018 in Pyeongchang. De wedstrijden vonden plaats in het Bokwang Phoenix Park en in het Alpensia Jumping Park.
Nieuw op het programma was het onderdeel big air, voor zowel mannen als vrouwen. Het onderdeel parallelslalom (mannen & vrouwen) is van het programma verdwenen.
Het maximum atleten dat mocht deelnemen was 258. Uiteindelijk namen er 254 sporters deel, waarvan 138 mannen en 116 vrouwen.

## Wedstrijdschema
| Datum       | Lokale tijd | MET   | Mannen                   | Vrouwen                  |
| ----------- | ----------- | ----- | ------------------------ | ------------------------ |
| 09 februari | 20:00       | 12:00 | Openingsceremonie        | Openingsceremonie        |
| 10 februari | 10:00       | 02:00 | Slopestyle (Q)           |                          |
| 11 februari | 10:00       | 02:00 | Slopestyle               | Slopestyle (Q)           |
| 12 februari | 10:00       | 02:00 |                          | Slopestyle               |
| 12 februari | 13:30       | 05:30 |                          | Halfpipe (Q)             |
| 13 februari | 10:00       | 02:00 | Halfpipe (Q)             | Halfpipe                 |
| 14 februari | 10:30       | 02:30 | Halfpipe                 |                          |
| 15 februari | 10:00       | 02:00 | Snowboardcross           |                          |
| 16 februari | 10:00       | 02:00 |                          | Snowboardcross           |
| 19 februari | 09:30       | 01:30 |                          | Big air (Q)              |
| 21 februari | 09:30       | 01:30 | Big air (Q)              |                          |
| 22 februari | 12:00       | 04:00 | Parallelreuzenslalom (Q) | Parallelreuzenslalom (Q) |
| 23 februari | 10:00       | 02:00 |                          | Big air                  |
| 24 februari | 10:00       | 02:00 | Big air                  |                          |
| 24 februari | 12:00       | 04:00 | Parallelreuzenslalom     | Parallelreuzenslalom     |
| 25 februari | 20:00       | 12:00 | Sluitingsceremonie       | Sluitingsceremonie       |

## Medailles

### Mannen
| Onderdeel            | Goud | Goud              | Zilver | Zilver         | Brons | Brons            |
| -------------------- | ---- | ----------------- | ------ | -------------- | ----- | ---------------- |
| Big air              | CAN  | Sébastien Toutant | USA    | Kyle Mack      | GBR   | Billy Morgan     |
| Halfpipe             | USA  | Shaun White       | JPN    | Ayumu Hirano   | AUS   | Scotty James     |
| Parallelreuzenslalom | SUI  | Nevin Galmarini   | KOR    | Lee Sang-ho    | SLO   | Žan Košir        |
| Slopestyle           | USA  | Redmond Gerard    | CAN    | Maxence Parrot | CAN   | Mark McMorris    |
| Snowboardcross       | FRA  | Pierre Vaultier   | AUS    | Jarryd Hughes  | ESP   | Regino Hernández |

### Vrouwen
| Onderdeel            | Goud | Goud           | Zilver | Zilver                          | Brons | Brons                      |
| -------------------- | ---- | -------------- | ------ | ------------------------------- | ----- | -------------------------- |
| Big air              | AUT  | Anna Gasser    | USA    | Jamie Anderson                  | NZL   | Zoi Sadowski-Synnott       |
| Halfpipe             | USA  | Chloe Kim      | CHN    | Liu Jiayu                       | USA   | Arielle Gold               |
| Parallelreuzenslalom | CZE  | Ester Ledecká  | GER    | Selina Jörg                     | GER   | Ramona Theresia Hofmeister |
| Slopestyle           | USA  | Jamie Anderson | CAN    | Laurie Blouin                   | FIN   | Enni Rukajärvi             |
| Snowboardcross       | ITA  | Michela Moioli | FRA    | Julia Pereira de Sousa-Mabileau | CZE   | Eva Samková                |

### Medaillespiegel
| Plaats | Land             | NOC    | Goud | Zilver | Brons | Totaal |
| ------ | ---------------- | ------ | ---- | ------ | ----- | ------ |
| 1      | Verenigde Staten | USA    | 4    | 2      | 1     | 7      |
| 2      | Canada           | CAN    | 1    | 2      | 1     | 4      |
| 3      | Frankrijk        | FRA    | 1    | 1      | 0     | 2      |
| 4      | Tsjechië         | CZE    | 1    | 0      | 1     | 2      |
| 5      | Italië           | ITA    | 1    | 0      | 0     | 1      |
| 5      | Oostenrijk       | AUT    | 1    | 0      | 0     | 1      |
| 5      | Zwitserland      | SUI    | 1    | 0      | 0     | 1      |
| 8      | Australië        | AUS    | 0    | 1      | 1     | 2      |
| 8      | Duitsland        | GER    | 0    | 1      | 1     | 2      |
| 10     | China            | CHN    | 0    | 1      | 0     | 1      |
| 10     | Japan            | JPN    | 0    | 1      | 0     | 1      |
| 10     | Zuid-Korea       | KOR    | 0    | 1      | 0     | 1      |
| 13     | Finland          | FIN    | 0    | 0      | 1     | 1      |
| 13     | Groot-Brittannië | GBR    | 0    | 0      | 1     | 1      |
| 13     | Nieuw-Zeeland    | NZL    | 0    | 0      | 1     | 1      |
| 13     | Slovenië         | SLO    | 0    | 0      | 1     | 1      |
| 13     | Spanje           | ESP    | 0    | 0      | 1     | 1      |
| Totaal | Totaal           | Totaal | 10   | 10     | 10    | 30     |